# Pösan
Pösan är en å i Västergötland. Pösan avvattnar Simsjön. Den är ett biflöde till Flian som i sin tur är ett biflöde till Lidan. Ån är 19 km lång.